# Лод, Робин
Ро́бин Лод (фин. Robin Lod; родился 17 апреля 1993 года, Хельсинки, Финляндия) — финский футболист, вингер клуба «Миннесота Юнайтед» и сборной Финляндии.

## Клубная карьера
Лод — воспитанник клуба ХИК. В 2011 году для получения игровой практики Робин на правах аренды перешёл в «Клуби 04», где отыграл полтора сезона. После окончания аренды Лод вернулся в ХИК. 22 октября в матче против МюПа-47 он дебютировал в Вейккауслиге. В этом же поединке Робин забил свой первый гол за ХИК. В своём дебютном сезоне он помог клубу выиграть чемпионат. 
В 2012 году Лод на правах аренды перешёл в ВПС. 12 августа в матче против КуПС он дебютировал за новую команду. 27 августа в поединке против «Хонки» Робин забил свой первый гол за КуПС. В 2013 году он вернулся в ХИК и помог клубу дважды выиграть чемпионат, а также завоевать Кубок Финляндии.
Летом 2015 года Лод перешёл в греческий «Панатинаикос». 3 октября в матче против «Ксанти» он дебютировал в греческой Суперлиге. 23 мая 2016 года в поединке против столичного АЕКа Робин забил свой первый гол за «Панатинаикос».
Летом 2018 года Лод на правах свободного агента подписал соглашение с хихонским «Спортингом». Дебют в испанской Сегунде 26 августа 2018 года в матче против «Химнастика» он отметил голом.
16 июля 2019 года Лод перешёл в клуб MLS «Миннесота Юнайтед». В американской лиге он дебютировал 4 августа 2019 года в матче против «Портленд Тимберс», выйдя на замену во втором тайме.

## Международная карьера
31 октября 2013 года в товарищеском матче против сборной Мексики Лод дебютировал за сборной Финляндии. 6 октября 2016 года в отборочном матче чемпионата мира 2018 против сборной Исландии он забил свой первый гол за национальную команду. 9 ноября 2017 года в поединке против сборной Эстонии Робин сделал «дубль».

### Голы за сборную Финляндии
| #   | Дата           | Место                                 | Противник | Счёт | Результат | Соревнование                       |
| --- | -------------- | ------------------------------------- | --------- | ---- | --------- | ---------------------------------- |
| 01. | 6 октября 2016 | Лаугардалсвёллур, Рейкьявик, Исландия | Исландия  | 1:2  | 3:2       | Чемпионат мира 2018 (квалификация) |
| 02. | 9 ноября 2017  | Сонера, Хельсинки, Финляндия          | Эстония   | 2:0  | 3:0       | Товарищеский матч                  |
| 03. | 9 ноября 2017  | Сонера, Хельсинки, Финляндия          | Эстония   | 3:0  | 3:0       | Товарищеский матч                  |

## Достижения
Командные
ХИК
- Чемпион Финляндии: 2011, 2013, 2014
- Обладатель Кубка Финляндии: 2014

Индивидуальные
- Игрок года Вейккауслиги: 2014